# NGC 1064
NGC 1064 é uma galáxia espiral (Sc) localizada na direcção da constelação de Cetus. Possui uma declinação de -09° 21' 46" e uma ascensão recta de 2 horas, 42 minutos e 23,3 segundos.
A galáxia NGC 1064 foi descoberta em 1886 por Frank Leavenworth.